# Tu dúo favorito
Tu dúo favorito es el primer álbum de estudio colaborativo entre los raperos argentinos YSY A y Bhavi.

## Lanzamiento y recepción
El álbum fue anunciado vía redes sociales de los artistas en agosto del año 2023. El sencillo promocional del disco fue «Mi ciudad» junto a Tiago PZK lanzado el 1 de septiembre con un videoclip grabado en el Microcentro de Buenos Aires. En el sencillo audiovisual los artistas hablan del progreso de la escena argentina con el trap latino y el sentido de pertenencia que tienen con Buenos Aires.
Finalmente el proyecto fue lanzado el 6 de septiembre. El disco fue presentado en el mítico Estadio Luna Park el viernes 22 de septiembre en condición de localidades agotadas. Contó con 10 sencillos y colaboraciones con Alemán, Drefquila, Milo J, Tiago PZK y Duki respectivamente.

## Lista de canciones
Edición estándar de Tu dúo favorito

Todas las letras escritas por Alejo Nahuel Acosta y Indra Buchmann.
| N.º | Título                               | Música             | Duración |  |
| 1.  | «Quieren más»                        | D.A. Got That Dope | 2:31     |  |
| 2.  | «Mis pecados»                        | LOBO, ONIRIA       | 2:48     |  |
| 3.  | «Siempre lo mismo»                   | Halpe, ONIRIA      | 2:41     |  |
| 4.  | «¿Cuántas veces?» (con Alemán)       | Koki LS            | 3:08     |  |
| 5.  | «De una»                             | BAXIAN, ONIRIA     | 1:58     |  |
| 6.  | «Mueren x matarme»                   | Orodembow, ONIRIA  | 2:31     |  |
| 7.  | «Tuuuyo» (con Drefquila)             | ONIRIA             | 3:24     |  |
| 8.  | «Flechazo en el centro» (con Milo J) | ONIRIA             | 3:05     |  |
| 9.  | «Mi ciudad» (con Tiago PZK)          | Asan               | 3:40     |  |
| 10. | «Sonido del año» (con Duki)          | Yesan 雪山         | 2:49     |  |

## Premios y nominaciones

### Premios Gardel
| Año  | Categoría(s)       | Nominación      | Resultado | Ref.   |
| ---- | ------------------ | --------------- | --------- | ------ |
| 2024 | Mejor álbum urbano | Tu dúo favorito | Nominado  | [ 10 ] |